# Skiwy Małe
Skiwy Małe – wieś w Polsce położona w województwie podlaskim, w powiecie siemiatyckim, w gminie Siemiatycze.
W latach 1975–1998 miejscowość administracyjnie należała do województwa białostockiego.
Wierni kościoła rzymskokatolickiego należą do parafii św. Rocha w Miłkowicach-Maćkach.

## Zabytki
- drewniana chałupa nr 6, 1902, nr rej.:574 z 27.12.1983[6].